# Parc éolien du Grand Arbre
Le parc éolien du Grand Arbre est un parc éolien terrestre construit et mis en service en 2019 puis inauguré en octobre 2021 et sis sur le finage de la commune de Solesmes. Il compte huit éoliennes.

## Description
Le parc éolien du Grand Arbre est mis en service en 2019, mais avec la pandémie de Covid-19 son inauguration a lieu en octobre 2021. Il est constitué de huit éoliennes. Celles-ci sont hautes de cent-vingt-cinq mètres et peuvent alimenter 12 200 foyers. Elles sont exploitées par Escofi et représentent un investissement de vingt-quatre millions d'euros.

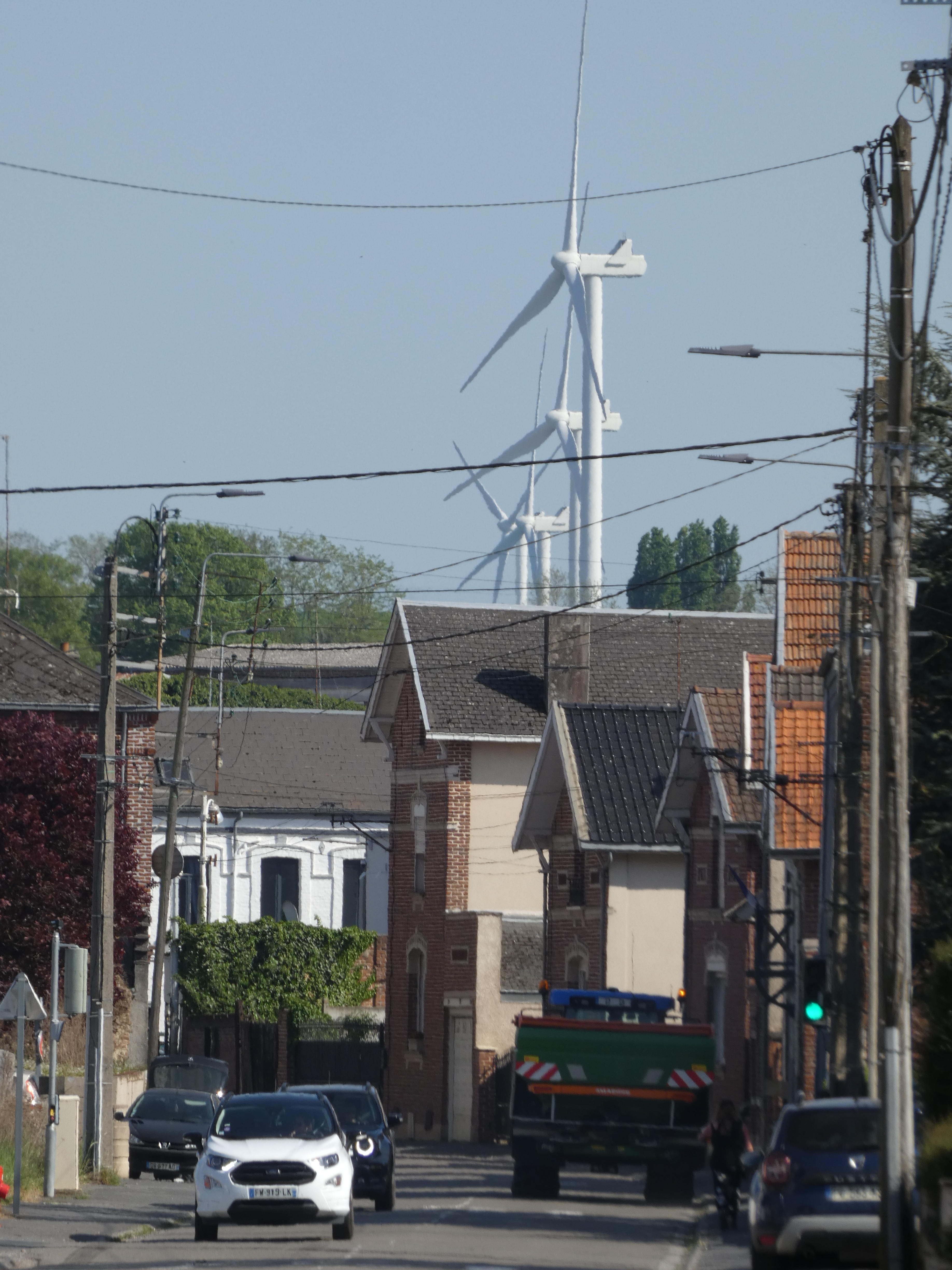
Les éoliennes vues depuis Solesmes.
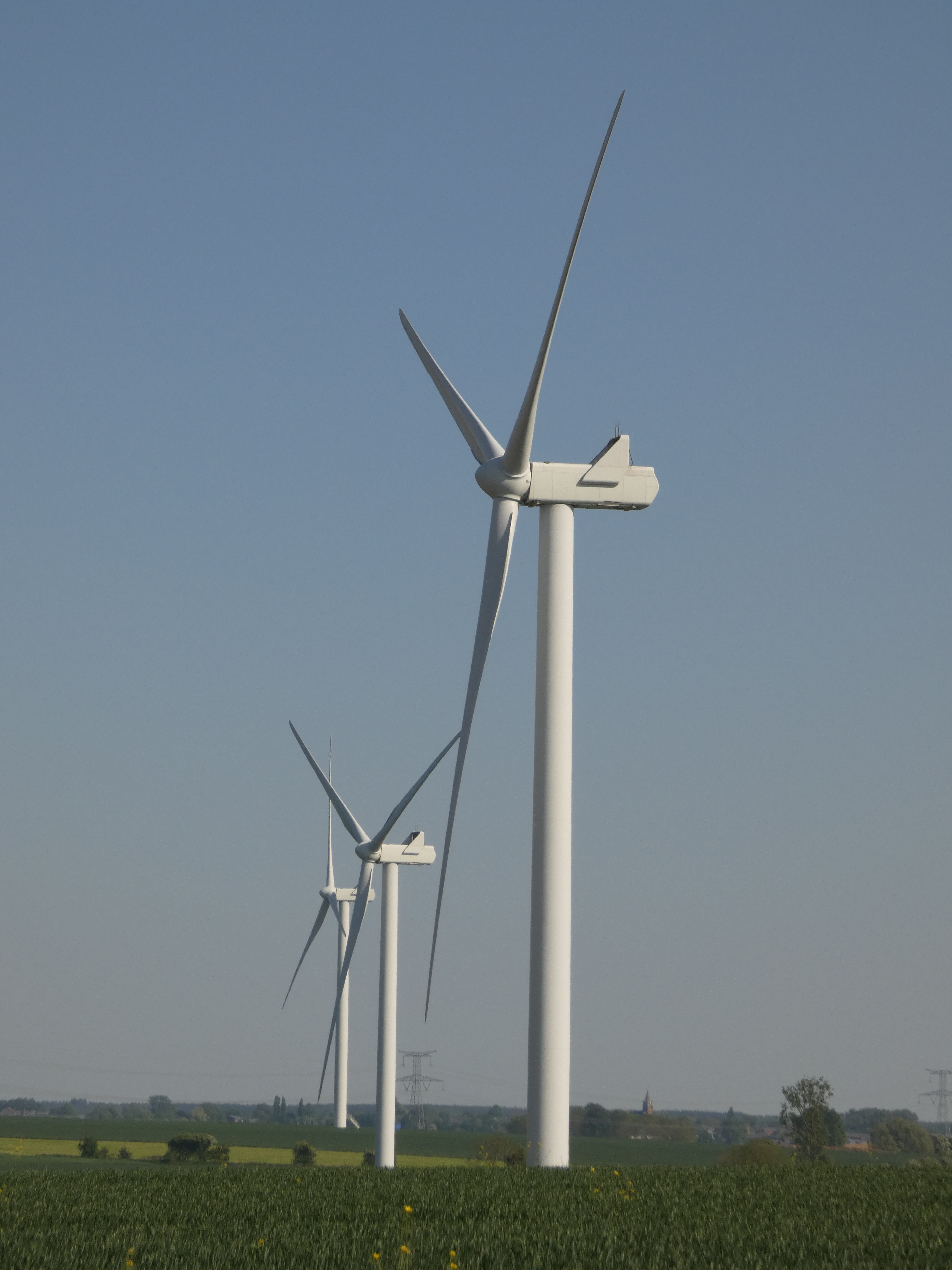
Les éoliennes nos 2, 3 et 4.
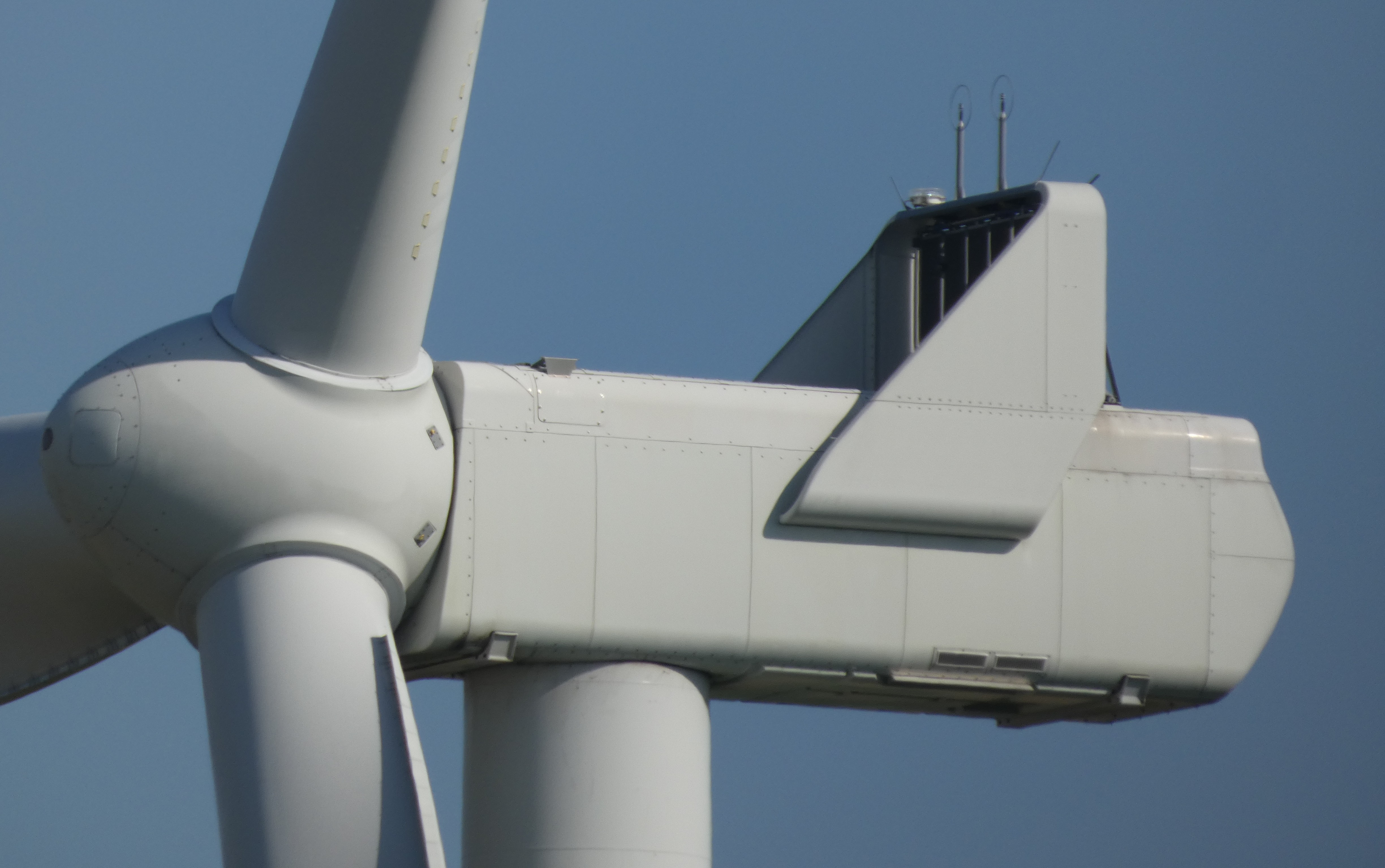
La nacelle d'une éolienne.
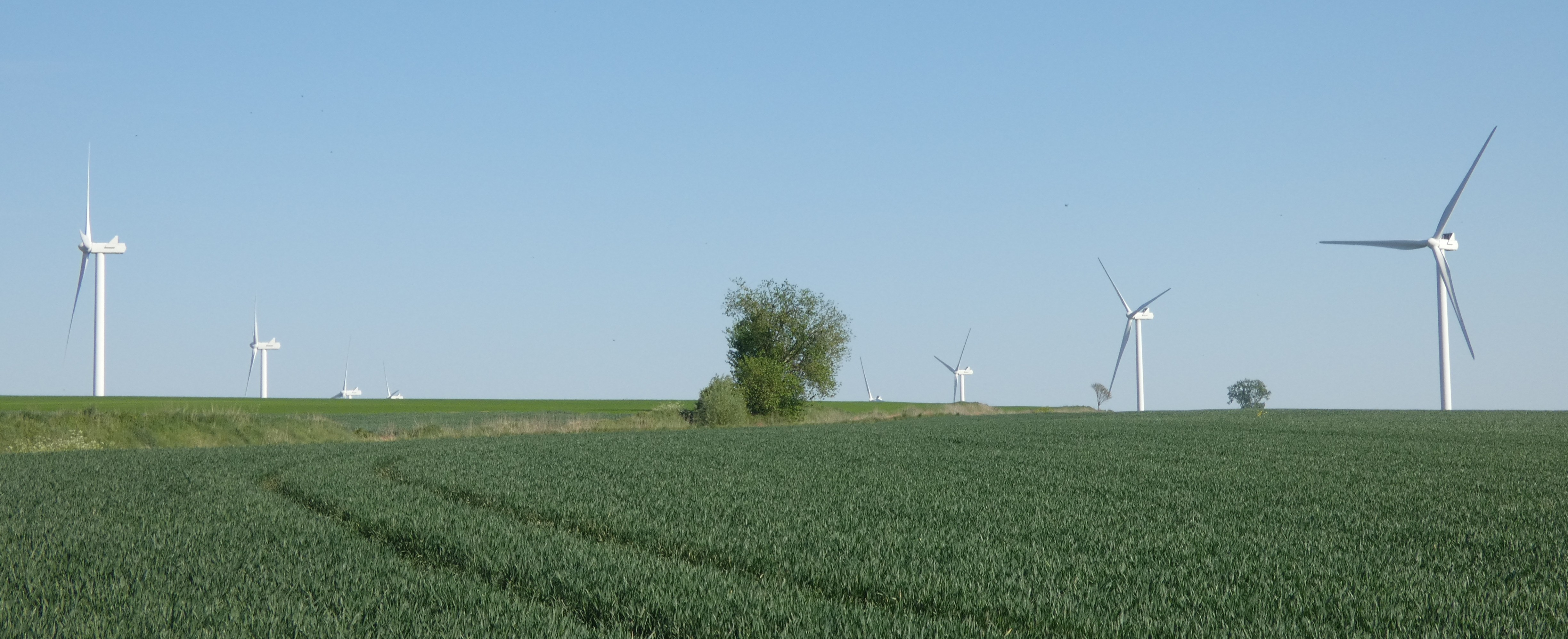
Les huit éoliennes vues depuis le plateau.